# Revêtement de sol

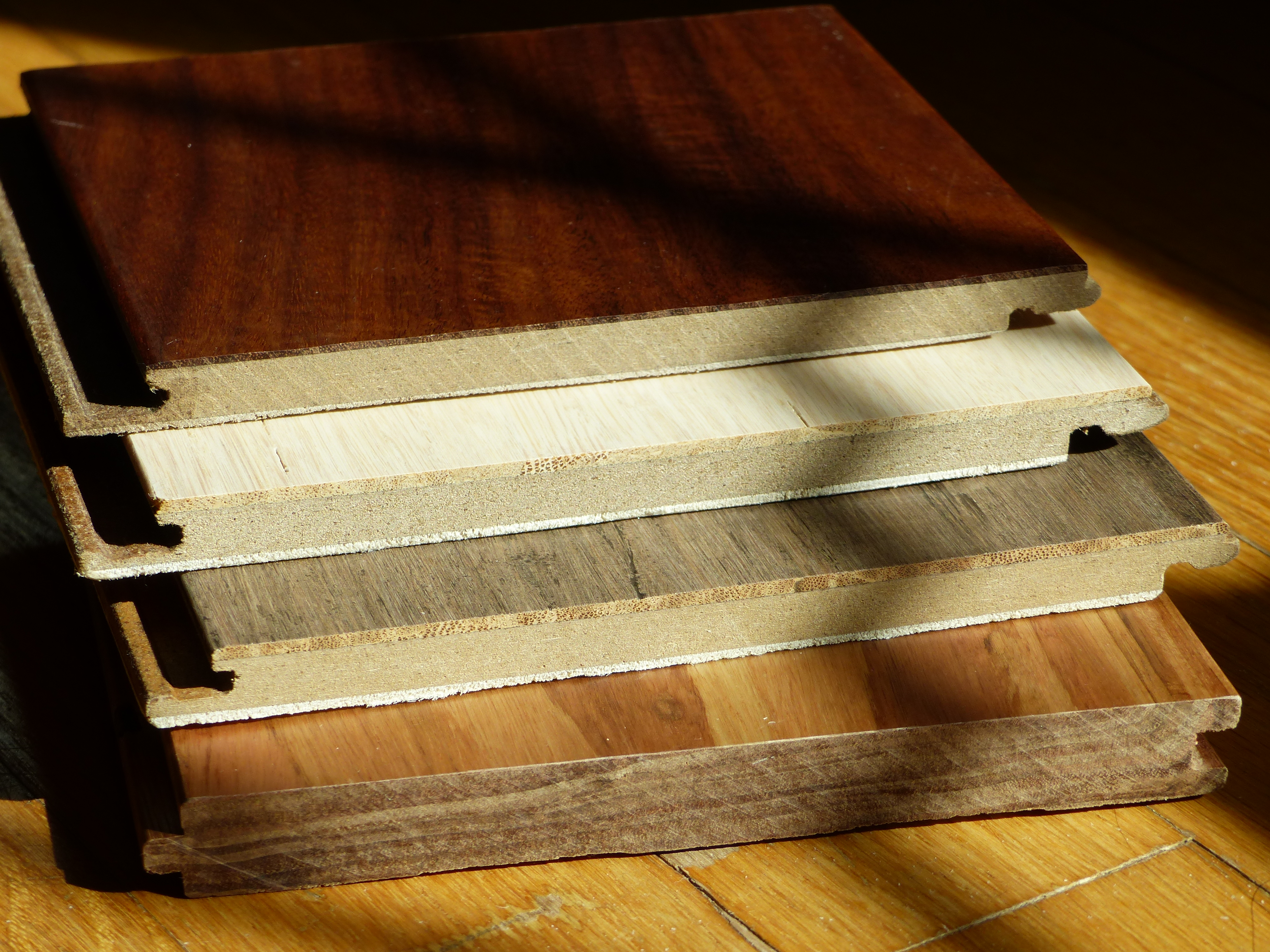
Quatre types de parquets en bambou en coupe transversale.

Un revêtement de sol est un matériau de construction, naturel ou manufacturé, qui couvre le sol. Comme tout autre revêtement, il sert de protection ou de décoration mais il est spécifiquement adapté pour résister aux passages des personnes, des animaux ou des engins.
Il en existe de différentes matières, entre autres en terre, en végétal, en bois, en pierre, en mortier, en céramique, en textile, en PVC ou en résine synthétique et autres matières synthétiques.

## Historique
La terre battue, le feuillage et le paillage sont le propre des sociétés archaïques. Un sol enduit de mortier (de chaux, le terrazzo) datant  de -8500 est observable à Nevalı Çori. Caton, vers -195, critique les Romains qui rompent avec la traditionnelle simplicité ou rusticité de leur cité. Innovation apparemment récente, Caton trouve somptuaire de substituer à la terre battue, le pavimentum poenicum, l'opus signinum. Les fouilles réalisées à Byrsa, Site archéologique de Carthage, montrent d'autre part que l'usage de pavements est alors depuis longtemps d'un usage courant par la Civilisation carthaginoise. De simples dallages jusqu'à l'opus sectile et les mosaïques (Opus tessellatum) sont employés par les Romains. Les pavés sont utilisés comme revêtement des routes par les Romains et les Incas. Les carreaux de céramique dont certains vestiges subsistent du Moyen Âge sont probablement aussi anciens que l'art du potier. Le tapis apparaît au Ve siècle av. J.-C..  Les planchers et parquets apparaissent au Moyen Âge. Les sols en mortier, ou en pierre factice comme les carreaux de ciment sont la conséquence du développement du ciment; les sols synthétiques celui de l'industrie chimique et de la plasturgie au XXe siècle.

## Liste des matières

### Les bois et panneaux
- Bois franc
- Parquet
- Plancher
- Parquet flottant ou contrecollé
- Caillebotis
- Liège

### Les minéraux et granulats
- Terre battue
- Terre cuite, faïences, grès cérame, plaques céramiques. Carreaux;
- Béton;
- Enduit naturel à base de chaux (Creatina);
- Enduit naturel à base d'argile (Claystone);
- Pavage;
- Dalle;
- Tomette;
- Céramique;
- Marbre.

### Les textiles et matières synthétiques
- Tapis
- Moquette
- Sisal
- Coco
- Linoléum
- Prélart
- Résine
- PVC
- Peinture
- Balatum
- (Dalami)

## Sols industriels
Pour des raisons d'hygiène et de sécurité, les sols sont réglementés dans les locaux industriels.

## Sports
- Tatami
- Tennis